# Harry Potter i Insygnia Śmierci (powieść)

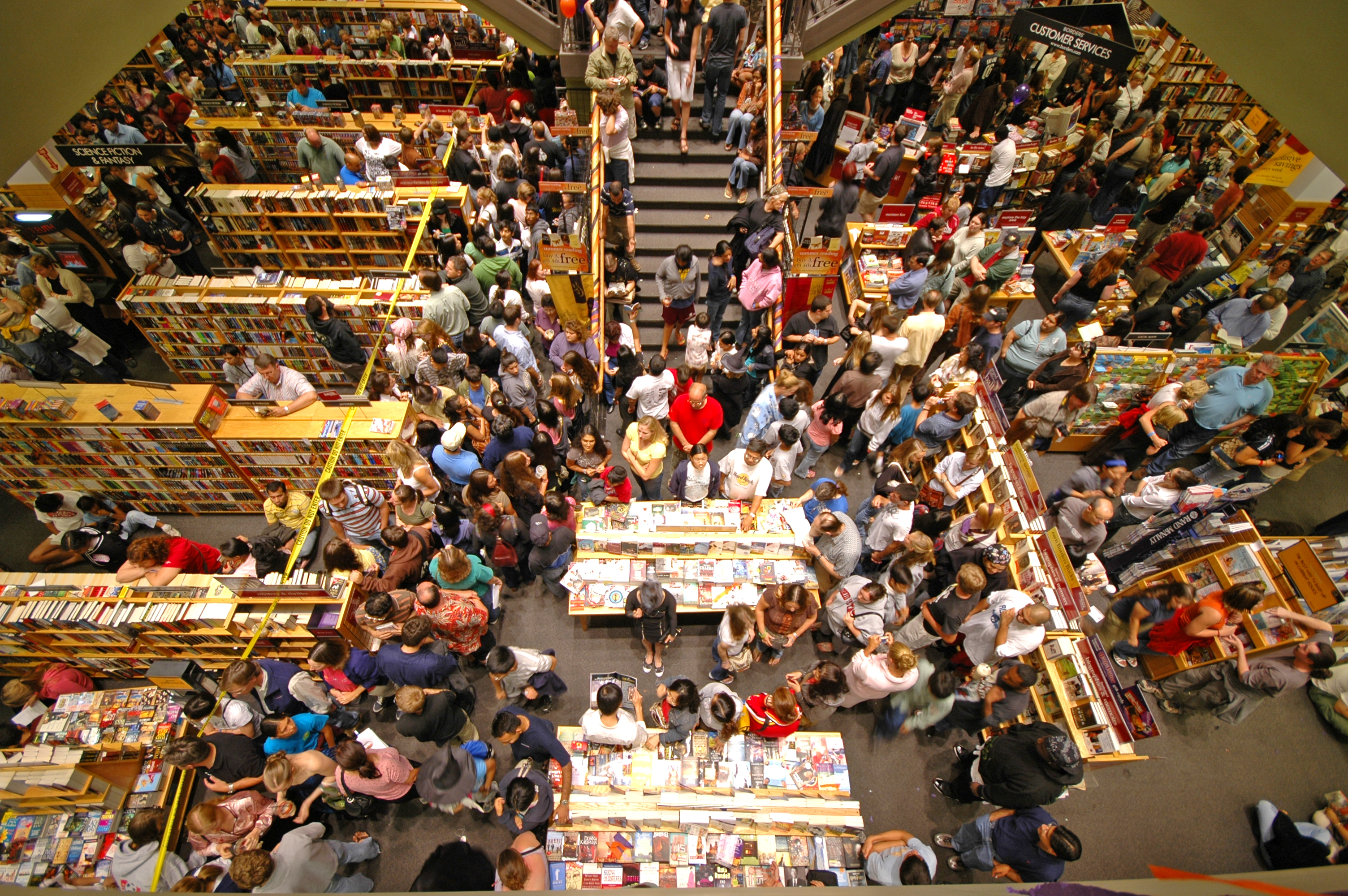
Fani czekający w kalifornijskiej księgarni, 5 minut przed oficjalną premierą książki

Harry Potter i Insygnia Śmierci (ang. Harry Potter and the Deathly Hallows) – siódmy tom przygód Harry’ego Pottera autorstwa J.K. Rowling. Data premiery w Wielkiej Brytanii, USA oraz innych krajach anglojęzycznych to 21 lipca 2007. Autorka powtarza w wywiadach, że po zakończeniu tego tomu ciężko będzie jej rozstać się ze światem, który stworzyła, jednak seria od początku liczyć miała siedem tomów.

## Fabuła
Przed swoją śmiercią z ręki Severusa Snape’a, Albus Dumbledore zdołał przekazać Harry’emu, Wybrańcowi lub Chłopcu Który Przeżył, całą swoją wiedzę o przeszłości Lorda Voldemorta – Toma Marvolo Riddle.
Harry zerwał z Ginny i nie wrócił już do Hogwartu, który został opanowany przez dyrektora Snape’a i siejące terror rodzeństwo śmierciożerców o nazwisku Carrow. Alecto Carrow została nową profesor mugoloznawstwa, która oczerniała ludzi niemagicznych. Jej brat Amycus – profesorem do obrony przed czarną magią, który właściwie nauczał wiedzy, przed którą – w teorii – mieli się bronić uczniowie.
Ministerstwo Magii zostało opanowane przez śmierciożerców, a wraz z tym czarodziejskie media stały się wrogie zwolennikom Pottera. Harry i jego dwoje przyjaciół Ron i Hermiona podjęli się śmiertelnie niebezpiecznego zadania. Mieli odnaleźć i zniszczyć horkruksy Toma Marvolo Riddle'a, by pozbawić go nieśmiertelności.

## Ważniejsze nowe postacie
- Ksenofilius Lovegood
- Ted Tonks
- Gregorowicz
- Bathilda Bagshot
- Pius Thicknesse
- Ariana Dumbledore
- Aberforth Dumbledore
- Kendra Dumbledore
- Percival Dumbledore
- Gellert Grindelwald

## Rozdziały
1. Czarny Pan rośnie w siłę (The Dark Lord Ascending)
2. In memoriam (In Memoriam)
3. Dursleyowie opuszczają dom (The Dursleys Departing)
4. Siedmiu Potterów (The Seven Potters)
5. Poległy wojownik (Fallen Warrior)
6. Ghul w piżamie (The Ghoul in Pyjamas)
7. Testament Albusa Dumbledore’a (The Will of Albus Dumbledore)
8. Wesele (The Wedding)
9. Kryjówka (A Place to Hide)
10. Opowieść Stworka (Kreacher's Tale)
11. Łapówka (The Bribe)
12. Magia to potęga (Magic is Might)
13. Komisja Rejestracji Mugolaków (The Muggle-Born Registration Commission)
14. Złodziej (The Thief)
15. Zemsta goblina (The Goblin's Revenge)
16. Dolina Godryka (Godric's Hollow)
17. Sekret Bathildy (Bathilda's Secret)
18. Życie i kłamstwa Albusa Dumbledore’a (The Life and Lies of Albus Dumbledore)
19. Srebrna łania (The Silver Doe)
20. Ksenofilius Lovegood (Xenophilius Lovegood)
21. Opowieść o trzech braciach (The Tale of the Three Brothers)
22. Insygnia Śmierci (The Deathly Hallows)
23. Dwór Malfoya (Malfoy Manor)
24. Wytwórca różdżek (The Wandmaker)
25. Muszelka (Shell Cottage)
26. Bank Gringotta (Gringotts)
27. Ostatnia kryjówka (The Final Hiding Place)
28. Brakujące lusterko (The Missing Mirror)
29. Zaginiony diadem (The Lost Diadem)
30. Ucieczka Severusa Snape’a (The Sacking of Severus Snape)
31. Bitwa o Hogwart (The Battle of Hogwarts)
32. Czarna Różdżka (The Elder Wand)
33. Opowieść Księcia (The Prince's Tale)
34. Znowu w Zakazanym Lesie (The Forest Again)
35. King’s Cross (King’s Cross)
36. Luka w planie (The Flaw in the Plan)
37. Epilog: Dziewiętnaście lat później (Nineteen Years Later)

## Lista uśmierconych postaci i zwierząt
| Osoba                                    | Zabita/y przez                                  | Sposób | Gdzie |
| ---------------------------------------- | ----------------------------------------------- | --- | --- |
| Charity Burbage                          | Voldemort                                       | Avada Kedavra | zabita w domu Malfoyów |
| Hedwiga, śnieżna sowa Harry’ego          | prawdopodobnie Stan Shunpike                    | Avada Kedavra | podczas ewakuacji Harry’ego z Little Whinging                                                                                       |
| Alastor „Szalonooki” Moody               | Voldemort                                       | prawdopodobnie Avada Kedavra, potem zsuwa się z miotły i spada na ziemię a jego ciało zostało nieodnalezione                                                | podczas ewakuacji Harry’ego z Little Whinging                                                                                       |
| Bathilda Bagshot, autorka Historii magii | prawdopodobnie zamordowana na rozkaz Voldemorta | nieznany | Dolina Godryka, około miesiąc przed przybyciem Harry’ego i Hermiony                                                                 |
| kilkunastu nieznanych mugoli             | Voldemort                                       | Avada Kedavra | podczas poszukiwań Gregorowicza |
| Gregorowicz                              | Voldemort                                       | Avada Kedavra | dom Gregorowicza |
| Ted Tonks                                | Szmalcownicy                                    | nieznany | podczas ucieczki przed prześladowaniami czarodziejów mugolskiego pochodzenia                                                        |
| Dirk Cresswell                           | Szmalcownicy                                    | nieznany | podczas ucieczki przed prześladowaniami czarodziejów mugolskiego pochodzenia                                                        |
| Gornak, goblin                           | Szmalcownicy                                    | nieznany | podczas ucieczki przed prześladowaniami                                                                                             |
| Rufus Scrimgeour                         | Voldemort lub Śmierciożercy                     | nieznany | po przejęciu Ministerstwa Magii przez Voldemorta i torturach mających na celu otrzymanie informacji o miejscu przebywania Harry’ego |
| Gellert Grindelwald                      | Voldemort                                       | Avada Kedavra | więzienie Nurmengard |
| Peter Pettigrew                          | uduszony przez własną magiczną dłoń             | jego magiczna dłoń, którą podarował mu Voldemort | w domu Malfoyów |
| Zgredek, wolny skrzat domowy             | Bellatrix Lestrange                             | przebity nożem Bellatrix | w trakcie ucieczki z domu Malfoyów                                                                                                  |
| Gryfek                                   | Voldemort                                       | prawdopodobnie Avada Kedavra | Bank Gringotta |
| Nieznany goblin                          | Voldemort                                       | prawdopodobnie Avada Kedavra | Bank Gringotta |
| Bogrod                                   | smok chroniący skarbów                          | spalony żywcem | Bank Gringotta |
| Remus Lupin                              | Antonin Dołohow                                 | nieznany | Bitwa o Hogwart |
| Nimfadora Lupin                          | Bellatrix Lestrange                             | nieznany | Bitwa o Hogwart |
| Lavender Brown                           | Fenrir Greyback                                 | spadła z balkonu w wyniku ataku Fenrira (wersja filmowa - J. K. Rowling nie potwierdziła jej śmierci w książce)                                             | Bitwa o Hogwart |
| Vincent Crabbe                           | w wywołanym przez siebie pożarze                | Szatańska Pożoga | Bitwa o Hogwart, w Pokoju Życzeń |
| Fred Weasley                             | Augustus Rookwood                               | w wyniku częściowego zawalenia się ściany Hogwartu po eksplozji wywołanej przez Rookwooda                                                                   | Bitwa o Hogwart |
| Scabior                                  | Neville Longbottom                              | zaklęcie spowodowane zawaleniem się mostu i spadkiem szmalcownika w przepaść                                                                                | Bitwa o Hogwart |
| Walden Macnair                           | Rubeus Hagrid                                   | rzucony na ścianę przez Hagrida | Bitwa o Hogwart |
| Antonin Dołohow                          | Filius Flitwick                                 | nieznany | Bitwa o Hogwart |
| Severus Snape                            | Nagini                                          | ukąszony przez Nagini na rozkaz Voldemorta | Bitwa o Hogwart, we Wrzeszczącej Chacie                                                                                             |
| Augustus Rookwood                        | Percy Weasley                                   | nieznany | Bitwa o Hogwart |
| Colin Creevey                            | nieznany                                        | nieznany | Bitwa o Hogwart |
| Pius Thicknesse                          | Artur Weasley lub Percy Weasley                 | nieznany | Bitwa o Hogwart |
| Nagini, wąż Voldemorta                   | Neville Longbottom                              | mieczem Godryka Gryffindora wyjętym z Tiary Przydziału | Bitwa o Hogwart |
| Bellatrix Lestrange                      | Molly Weasley                                   | nieznane zaklęcie, prawdopodobnie Avada Kedavra – błysk zielonego światła                                                                                   | Bitwa o Hogwart |
| Lord Voldemort                           | samego siebie                                   | Avada Kedavra (wystrzelone przez Voldemorta z Czarnej Różdżki zaklęcie odbiło się od zaklęcia jej prawowitego pana Harry’ego Pottera i ugodziło Voldemorta) | Bitwa o Hogwart |

## Polska wersja
23 lipca 2007 wydawnictwo Media Rodzina przekazało mediom swoją decyzję, iż polska wersja ukaże się w nocy z 25 na 26 stycznia 2008. Tak też się stało. 24 lipca 2007 tłumacz ogłosił polski tytuł: Harry Potter i Śmiertelne Relikwie. W październiku 2007 okazało się jednak, że nie jest to ostateczny tytuł. 22 listopada 2007 Robert Gamble z Media Rodzina zmienił tytuł na Harry Potter i Insygnia Śmierci.

## Premiera
16 lipca 2007 zdjęcia wszystkich stron powieści zostały anonimowo umieszczone w Internecie. Niektóre strony były rozmazane, jednak zakończenie książki zdradzające najważniejsze aspekty fabuły było w pełni czytelne. Autentyczność zdjęć nie została prędko potwierdzona, jednak uważana była za wysoko prawdopodobną. Recenzje książki w The Baltimore Sun i The New York Times potwierdzają przeciek dużej części fabuły, którego autentyczność została następnie potwierdzona przez NYT.
Sklep wysyłkowy DeepDiscount.com omyłkowo wysłał kilka egzemplarzy książki do czytelników na tydzień przed premierą. Dystrybutor sklepu, Levy Home Entertainment, został pozwany do sądu przez wydawnictwo Scholastic za „poważne błędy w dystrybucji”. Wydawnictwo podało do wiadomości, że mimo wyraźnie podanej daty premiery dostarczono około 1200 książek.
Na ochronę siódmej części książki wydano ponad 10 milionów funtów. Zainwestowano między innymi w uzbrojonych ochroniarzy z psami, satelitarny system namierzania, cyfrowe zabezpieczenia dla palet z książkami i wiele umów prawnych. Autorka książki, J.K. Rowling wyraziła swój smutek związany z umieszczaniem fragmentów fabuły we wstępnych recenzjach w gazetach, podkreślając fakt, że zmniejsza się przez to przyjemność z samodzielnego odkrywania fabuły.
Polska premiera odbyła się o północy z 25 na 26 stycznia 2008.
W Polsce sprzedaż książki rozpoczęła się już na kilka dni przed oficjalną datą premiery podaną przez wydawnictwo Media Rodzina. Faktyczna premiera odbyła się w supermarketach sprzedających żywność lub sprzęt RTV.

## Tytuł
J.K. Rowling wiedząc, że zrozumienie tytułu jest niemożliwe bez przeczytania książki, nadała jej drugi tytuł, który ma zostać przetłumaczony na języki obce: Harry Potter and the Relics of Death. Po polsku oznacza on Harry Potter i Relikwie lub Relikty Śmierci. Ponieważ słowo relikwie jest wspólnym znaczeniem słów hallows i relics, tytuł siódmego tomu miał ostatecznie brzmieć Harry Potter i Śmiertelne Relikwie. Tłumacz nie wykluczył jednak, że tytuł tłumaczenia może ulec zmianie przed wydaniem książki w Polsce.
Jeszcze przed premierą 7. tomu polski tłumacz proponował 3 robocze tytuły: Harry Potter i Śmiertelne Regalia, ...Śmiertelne Relikwie lub ...Zabójcze Relikwie.
Pod koniec października wydawnictwo Media Rodzina zorganizowało sondę internetową, aby czytelnicy wybrali jeden z trzech tytułów proponowanych przez tłumacza cyklu Andrzeja Polkowskiego: Harry Potter i Relikwie Śmierci, ...Insygnia Śmierci i ...Talizmany Śmierci. 22 listopada 2007 ogłoszono ostateczny tytuł powieści, który brzmi Harry Potter i Insygnia Śmierci.

## Informacje wydawnicze
- tłumaczenie: Andrzej Polkowski
- data pierwszego wydania w Polsce: 2008
- liczba stron: 784
- dostępne w oprawie miękkiej i twardej
- ISBN 978-83-7278-281-6

## Znaczenie tytułu
Przed premierą powieści pojawiało się wiele spekulacji, dotyczących tytułu. Najpopularniejsza była teza, że Insygnia Śmierci to horkruksy. Po premierze okazało się, że wcale nie chodzi o horkruksy.
Deathly Hallows to trzy przedmioty, występujące w legendzie Opowieść o Trzech Braciach ze zbioru Baśnie barda Beedle’a. Zostały podarowane przez Śmierć Trzem Braciom.
Są to: Czarna Różdżka (ang. Elder Wand, różdżka o niezwykłych właściwościach, będąca w posiadaniu Dumbledore’a), Peleryna-Niewidka (ang. Invisibility Cloak, w posiadaniu Harry’ego, który odziedziczył ją po swoim ojcu) oraz Kamień Wskrzeszenia (ang. Resurrection Stone, kamień umożliwiający wskrzeszenie zmarłych, którzy jednak należą już do innego świata, ukryty najpierw w pierścieniu Marvola, a następnie w złotym zniczu, który Dumbledore zapisał Harry’emu w swoim testamencie).

## Tłumaczenia
Przekładu powieści dokonał, podobnie jak w przypadku poprzednich części, Andrzej Polkowski.
W internecie były rozpowszechniane także nielegalne tłumaczenia, w tym dokonane przez grupę osób występujących pod pseudonimem Armia Świstaka. Motywacją do działania Armii Świstaka było rozczarowanie jakością pierwszego amatorskiego tłumaczenia przygód o Harrym Potterze dokonanego przez tzw. Grupę Spike’a, rozgłos, które ten pierwszy przekład zdobył oraz długi czas oczekiwania na oficjalne polskojęzyczne wydanie. Tłumaczenie publikowano stopniowo. Pierwszy rozdział został opublikowany na stronie internetowej Armii Świstaka 24 lipca 2007 (zaledwie 3 dni po oficjalnej dacie wydania angielskiego oryginału), a epilog 20 sierpnia 2007 (oficjalne tłumaczenie opublikowano w nocy z 25 na 26 stycznia 2008). Tekst zamieszczono w pliku .doc i opatrzono tytułem Harry Potter i Dary Śmierci. Wydawnictwo MediaRodzina w porozumieniu z agentem J.K. Rowling zatrudniło kancelarię prawną do walki z pirackimi tłumaczeniami. Miesiąc po opublikowaniu tłumaczenia Armii Świstaka jej strona internetowa została zamknięta. Tłumaczenie Armii Świstaka w ocenie Magdaleny Małek, która opublikowała artykuł nt. tego przekładu, zawiera błędy gramatyczne, literówki, niespójności z poprzednimi tomami powieści oraz usterki tłumaczeniowe, jednak oficjalny przekład Andrzeja Polkowskiego również nie jest wolny od podobnych błędów i jest daleki od ideału.